# 千葉なぎさ
千葉 なぎさ（ちば なぎさ、1977年1月12日 - ）は東京都出身のストリッパー。身長163cm・スリーサイズはB87・W60・H91。血液型はO型。趣味はドライブ・マリンスポーツ・スノーボード・旅行。

## 経歴
1995年11月11日に専属先の船橋若松劇場にてデビュー。
引退間際の1年間、牧瀬茜とユニットを組んで劇場を回った。
2011年11月20日、船橋若松劇場にて引退した。

## 掲載誌
- 『ザ・ストリッパー2 舞姫伝説62人』（2000年8月18日発売、双葉社）